# 千船川浪之助
千船川 浪之助（ちふねがわ なみのすけ、1882年4月8日 - 1949年1月24日）は、大阪府大阪市出身の力士。主に大阪相撲で取った。猪名川部屋所属。本名は山田 茂吉。最高位は関脇。一場所だけ東京相撲にも移籍、東京では井筒部屋に所属した。173cm、92kg。

## 来歴
1902年5月に東京で初土俵を踏んだが、脱走し大坂相撲に加入した。三所攻め、足取りを得意とし、幕内上位から三役で活躍、1910年5月場所では横綱大木戸森右エ門の全勝を阻止する白星をあげた。1911年6月鉄甲宗五郎ととも東京に移籍、前頭5枚目格に付け出されたが1勝6敗1分1預1休と通じず、結局この一場所で再び大阪にもどる。その後も大阪ではしばらく三役の力を保っていたが、1916年6月場所4敗6休で平幕に陥落すると以後は三役には戻れず、1921年1月場所かぎり廃業。
1913年2月に開催された合併相撲では、太刀山峯右エ門を破り号外が出た。

## 主な成績
- 大阪相撲　幕内通算23場所（関脇5場所　小結2場所　三役格番外1場所）
- 東京相撲　幕内通算1場所　1勝6敗1休1分1預

改名：井徳石→箱根山→千舟川→千船川→國見山→千船川→琴ノ浦→千船川